# مصطفى الصيفي
مصطفى خليل سالم الصيفي (1938) صحفي وشاعر فلسطيني. ولد في الولجة من قضاء القدس وهو الأخ الأكبر للشاعرة مريم الصيفي. درس في عمّان. عمل محررًا في الأردن ثم في الكويت في جريدة «صوت الخليج»، وفي إذاعة الكويت، ثم انتقل إلى البحرين وأنشأ مجلّة «المجتمع الجديد»، وأدار تحريرها، ثم رجع إلى الأردن وأنشأ فيها مطبعة.

## سيرته
ولد مصطفى خليل سالم الصيفي سنة 1357 هـ/ 1938 م في الولجة في قضاء القدس. هاجر إلى الأردن عقب النكبة، ودرس في مدارس عمان حيث أنهى دراسته الإعدادية. 

عمل في الأردن، ثم في الكويت فعمل عدة سنوات في جريدة «صوت الخليج» وإذاعة الكويت، وانتقل بعدها إلى البحرين حيث أنشأ هناك مجلة اجتماعية أسبوعية هي مجلة «المجتمع الجديد»، وكان مديرًا لتحريرها بين 1971 حتى 1973، ثم عاد إلى الأردن حيث أنشأ مطبعة فيها، وعمل مديرًا لها. يقيم في مدينة فروتسواف ببولندا.

## مؤلفاته
وله عدد من المجموعات الشعرية المنشورة وغير المنشورة.
- «قناديل للسفر الطويل»، مجموعة شعرية، 1978
- «وفاء وفداء»، قصة، 1959